# Маклин, Трэ
Трэ Маклин (англ. Tre McLean; род. 19 октября 1993, Чарлстон, Южная Каролина, США) — американский профессиональный баскетболист, играющий на позиции лёгкого форварда.

## Карьера
Маклин выпускник университета Чаттануга, за который в чемпионате NCAA 2016/2017 провёл 30 игр, набирая в среднем 13,7 очка, 5,4 подбора, 2,2 передачи и 1,6 перехвата.
В августе 2017 года стал игроком «Пармы», подписав первый профессиональный контракт в карьере. В 23 матчах Единой лиги ВТБ средняя статистика Трэ составила 12,3 очка, 4,4 подбора, 1,7 передачи и 1,2 перехвата.
В июне 2018 года Маклин перешёл в «Автодором». В 17 матчах Единой лиги ВТБ его средняя статистика составила 9,6 очков, 2,9 подбора, 1,5 передачи и 1,2 перехвата.
В марте 2019 года Маклин покинул «Автодор» и вернулся в «Парму», подписав контракт до конца сезона 2018/2019.
В июле 2019 года Маклин стал игроком «Брозе». В 27 матчах чемпионата Германии статистика Трэ составила 7,6 очка и 3,2 подбора. В 14 играх Лиги чемпионов ФИБА набирал 7,8 очка и 4,5 подбора.
В октябре 2020 года Маклин продолжил карьеру в «Перистери».
В дальнейшем выступал за хорватский «Сплит», греческий «Аполлон» из Патр, «Хапоэль» из Гильбоа-Верхней Галилеи, мексиканский «Абехас де Леон» и венесуэльский «Гуайкверис де Маргарита».
После сезона в Венесуэле завершил игровую карьеру.
Был назначен главным тренером баскетбольной школы Вест Эшли в июне 2024 года.